# Geria forbesi
Geria forbesi är en fjärilsart som beskrevs av William Schaus 1940. Geria forbesi ingår i släktet Geria och familjen nattflyn. Inga underarter finns listade i Catalogue of Life.